# Fond Parisien
Fond Parisien är en ort i Haiti.   Den ligger i departementet Ouest, i den sydöstra delen av landet, 40 km öster om huvudstaden Port-au-Prince. Fond Parisien ligger 43 meter över havet och antalet invånare är 18 256. Den ligger vid sjön Étang Saumâtre.
Terrängen runt Fond Parisien är varierad. Runt Fond Parisien är det ganska tätbefolkat, med 155 invånare per kvadratkilometer. Fond Parisien är det största samhället i trakten. Trakten runt Fond Parisien består till största delen av jordbruksmark.